# Blauwe paradijsmonarch
De blauwe paradijsmonarch (Terpsiphone cyanescens) is een zangvogel uit de familie Monarchidae (monarchen).

## Verspreiding
De blauwe paradijsmonarch komt voor op Palawan plus nabijgelegen eilanden in het westen van de Filipijnen.

## Status
De grootte van de populatie is niet gekwantificeerd maar de soort wordt omschreven als schaars tot algemeen. Op de Rode lijst van de IUCN heeft deze soort de status niet bedreigd.